# Risi
Risi (znanstveno ime Lynx) spadajo v družino mačk. Spada med zveri, tako kot tudi medved in volk. To so kratkorepe mačke na visokih nogah. Na konici uhljev imajo čop dlak, katerega pri drugih mačkah ni. Poznamo več vrst risov, ki poseljujejo Severno Ameriko, Evrazijo in Afriko. Na Slovenskem živi le ena vrsta, to je (navadni) ris. 
Ris je izjemno redka žival, poseljuje pa precejšne dele našega planeta. Hkrati je izredno plah in le redki ga vidijo v naravi. Lovi pretežno ponoči, podnevi pa počiva.

## Ris v Sloveniji
V Sloveniji je ris v preteklosti že izumrl, a so ga v 70. letih dvajsetega stoletja znova naselili. Danes je število primerkov stabilno, še vedno pa sodi med ogrožene vrste, tako da je zavarovan in je odstrel dovoljen le z odločbo.

## Galerija
- Ris
- Kanadski ris
- Iberski ris
- Rdečerjavi ris
- Mladiči